# Ella Winzerling
Ella Dorotea Kristina Winzerling, född Eriksson 2 februari 1889 i Malmö, död 25 april 1969 i Vällingby, var en svensk målare.
Hon var dotter till stationsinspektoren Alfred Ericsson och Christine Reuck och gift första gången 1915 med rektorn Einar Öije och andra gången från 1929 med Rechnungshofdirektor Martin Winzerling. Hon studerade vid Tekniska skolan i Stockholm 1906–1907 och vid Max Dungerts konstskola i Berlin 1939–1943 samt genom självstudier under resor till München, Wien, Grekland, Egypten och Italien. Hon var representerad i utställningen Svenska akvareller som visades på Konstakademien i Stockholm 1947. Separat ställde hon ut i bland annat Hudiksvall Norrköping, Östersund, Lidingö samt på Gävle museum och Louis Hahnes konsthandel i Stockholm. Hennes konst består av oljemålningar och akvareller av stilleben, interiörer, porträtt och landskapsskildringar.